# Trama secondaria
La trama secondaria o intreccio secondario, nota anche coi termini inglesi di subplot o underplot, è la sottotrama di un testo, una parte di linea narrativa sottesa alla trama principale. Spesso popolata di personaggi secondari, può essere anche totalmente slegata dal contesto generale del testo teatrale, fornendo una storia parallela da seguire.
Particolarmente usato nei testi del teatro inglese del periodo elisabettiano, giacomiano e carolino (rispettivamente: 1576-1603, 1603-1625, 1625-1642), ed in particolare in quasi tutti i testi scespiriani, ha spesso funzione di rispecchiamento della trama principale.
Ad esempio, nel Re Lear di Shakespeare la trama del vecchio re schernito e maltrattato dalle figlie maggiori riceve eco e ampliamento nella trama secondaria che riguarda il duca di Gloucester, il figlio "buono" Edgar e il figlio "cattivo" Edmund, che si fa complice di coloro che lo accecheranno. Anche la cecità fisica di Gloucester ha un rapporto metaforico con la cecità spirituale del vecchio Lear, ed entrambi ne escono grazie ai loro figli ed all'accettazione ("ripeness is all") dei loro limiti umani. In Molto rumore per nulla, dello stesso autore, le vicende del bislacco Carruba, capitano delle guardie, e del suo sgherro Sorba, costituiscono un intreccio secondario a sé stante rispetto alla tragicommedia.
Nei testi citati, spesso il sub-plot ha funzione di relief (sollievo) comico. La critica settecentesca e ottocentesca tese a valutare negativamente queste trame secondarie, giudicando rozza la comicità che li animava; la critica contemporanea, già a partire da T.S. Eliot, li ha rivalutati, sottolineando il rapporto di arricchimento e ampliamento rispetto alla trama principale.